# Hysterocrates greeffi
Hysterocrates greeffi é uma espécie de aranha pertencente à família Theraphosidae (tarântulas).